# Packhorse Farm Shrine Cemetery
Packhorse Farm Shrine Cemetery is een Britse militaire begraafplaats met gesneuvelden uit de Eerste Wereldoorlog, gelegen in het Belgisch dorp Wulvergem, een deelgemeente van Heuvelland. De begraafplaats werd ontworpen door William Cowlishaw en ligt aan de Lindestraat op bijna 2 kilometer ten noordwesten van het dorpscentrum (Sint-Machutuskerk). Ze heeft een rechthoekig grondplan met een oppervlakte van 673 m² en wordt aan twee zijden begrensd door een bakstenen muur en de andere zijden door een haag. Vanaf de straat leidt een graspad van 45 m naar   de toegang. Het Cross of Sacrifice staat in de noordelijke hoek.    
Er liggen 59 Britse slachtoffers begraven.
De begraafplaats wordt onderhouden door de Commonwealth War Graves Commission.

## Geschiedenis
Een boerderij gelegen aan de weg van Lindenhoek naar Wulvergem werd door de Britten Packhorse Farm genoemd. Ten zuiden ervan stond een kapelletje (shrine), dat nu echter verdwenen is. Vandaar de naam Packhorse Farm Shrine Cemetery. Deze sector werd in de zomer 1915 bezet door de 46th (North Midland) Division. Die startte twee begraafplaatsen op: één op de boerderij, waarvan de graven later werden overgebracht naar Lindenhoek Chalet Military Cemetery en de andere bij het kapelletje. Deze werd door de 46ste (North Midland) Division gebruikt van april tot juni 1915 (54 van de 59 doden zijn afkomstig van deze divisie). In de nacht van 29 op 30 april 1916 werd het dorp bestookt door een Duitse gasaanval die door de 3rd Division en 24th Division werd afgeslagen. Tijdens het Duits lenteoffensief in april 1918 werd het dorp door de Duitse troepen veroverd en door de 30th Division heroverd op 2 september 1918.
In 2009 werd de begraafplaats als monument beschermd.

### Minderjarige militair
- A.J. Tayleure, soldaat bij het Lincolnshire Regiment was 17 jaar toen hij op 20 mei 1915 sneuvelde.